# 청정 개발 체제
청정 개발 체제(淸淨開發體制, 영어: Clean Development Mechanism, CDM) 사업은 전 세계적으로 심화되고 있는 지구 온난화 현상을 완화시키기 위하여 선진국과 개도국이 공동으로 추진하는 온실가스 감축사업이다. CDM사업을 통해 선진국은 개도국에서 온실가스를 줄일 수 있게 되어 자국의 감축 비용을 최소로 낮출 수 있고, 개도국은 친환경 기술에 대한 해외 투자를 받게 되어 자국의 개발을 지속가능한 방향으로 유도할 수 있는 일거양득의 효과를 갖고 있다.